# نظرية التطور السلمي
تُشير نظرية التطور السلمي (بالانجليزية: Peaceful Evolution Theory) أو مصطلح التطور السلمي (بالانجليزية: Peaceful Evolution) في الفكر السياسي الدولي إلى المحاولة المزعومة لإحداث تحول سياسي للنظام الاشتراكي الصيني باستخدام الوسائل السلمية وذلك من قِبَل الولايات المتحدة بشكل أساسي.
صاغ هذا المصطلح وزير الخارجية الأمريكي جون فوستر دالاس أثناء الحرب الباردة في الخمسينيات من القرن العشرين بشكل رئيسي في سياق الاتحاد السوفييتي، لكنه لم يظهر بعد ذلك في المناقشات الرسمية لسياسة الولايات المتحدة في الصين. بيد أن التحليلات الصينية للسياسة الخارجية الأمريكية ترى أنها قد شكلت جزءًا من الأساس النظري لعلاقات الولايات المتحدة مع الصين منذ ذلك الحين.
وفقًا للنظرية، فإن الولايات المتحدة تحتفظ باستراتيجية تمكنها من التسلل إلى البلدان الاشتراكية وتخريبها، وخاصة الصين، من خلال نشر الأفكار السياسية وأساليب الحياة الغربية والتحريض على السخط وتشجيع الجماعات على تحدي زعامة الحزب. وبالتالي، تأمل الولايات المتحدة في أن تؤدي هذه العملية، وفقًا للقراءات الصينية للسياسة المزعومة، إلى تحول النظام الاشتراكي في الصين من الداخل.
قاوم الحزب الشيوعي الصيني (سي بي سي) فكرة التطور السلمي عندما أثيرت لأول مرة في فترة حكم ماو. يرى الحزب أيضًا أن هذه النظرية تُشكل «أكبر تهديد لحكمه المستمر».
كافحت الأجيال المتعاقبة من زعماء الحزب ضد نظرية التطور السلمي، بما في ذلك ماو تسي تونغ ودينج شياو بينج وهيو جينتاو وجيانغ زيمين. لا تُعتبر النظرية في الوقت الحالي جزءًا من النهج الرسمي الذي تتبناه الولايات المتحدة في التعامل مع الصين، لكن الاستراتيجيين العسكريين الصينيين يعتبرونها مدعاةً للقلق المستمر.

## المنشأ
تُعتبر نظرية «التطور السلمي» تعديلًا أجراه جون فوستر دالاس على العقيدة التي أنشأها في الأصل جورج كينان، الذي بدوره اقترح أن الكتل الاشتراكية والرأسمالية يمكن أن تصل إلى حالة من التعايش السلمي في برقية طويلة كتبها في 22 فبراير من عام 1946.
شجع دالاس على هذا بعد أكثر من عقد من الزمن ضمن خطاباته بين عامي 1957-58، التي هدفت إلى «تعزيز التطور السلمي نحو الديمقراطية».
أشار دالاس في خطاب له إلى «استخدام الوسائل السلمية» من أجل «التعجيل بتطور السياسات الحكومية داخل الكتلة الصينية السوفييتية» من أجل «تقصير فترة الحياة المتوقعة للشيوعية». قيل أن المساعدة والتجارة الغربية هما من الأدوات الرئيسية لهذه الخطة وذلك لإنشاء حكومة أكثر ليبرالية في الصين.
وفقًا لبو ييبو (والد عضو بوليتبورو المخلوع بو شيلاي)، فقد سمع ماو تسي تونغ عن ملاحظات دالاس وأخذها على محمل الجد، ثم أمر كبار أعضاء الحزب بدراسة هذه الخطابات. رأى ماو في فكرة التطور السلمي تهديدًا سياسيًا خطيرًا و«تكتيكًا أكثر خداعًا» لإفساد الصين، وحربًا ضد القوى الاشتراكية من خلال الوسائل العسكرية. ورأى ماو أيضًا أن الحرب على الأبواب بالفعل ضد الاتحاد السوفييتي. بعد انهيار الاتحاد السوفييتي، أصبح الشيوعيون الصينيون أكثر قلقًا بشأن مثل هذه الاستراتيجية.

## استخدامات المصطلح
استُخدم مصطلح التطور السلمي خارج نطاق الصين والتحديث ضمن إطار العلاقات الدولية. ولقد استخدمه علماء البيئة الإعلامية في الصين للإشارة إلى تسويق الصحافة في الصين إذ تتضاءل سيطرة الدولة من قِبَل الحزب الشيوعي في حين تترسخ قوى التسويق التجاري – على الرغم من أن تطور المجال الإعلامي في الصين على هذا النحو هو موضع خلاف بحد ذاته.
على الرغم من أن أفكار التطور السلمي كثيرًا ما تُنسب إلى أعداء الصين، فقد اقترح المراقبون أن بعض المسؤولين في النظام الشيوعي الصيني - مثل ون جيا باو - يدعمون النظرية بالفعل. غير أن هؤلاء المسؤولين الذين يزعم أنهم موجهون نحو الإصلاح لا يعتبرون جزءًا من التيار الرئيسي للحزب الشيوعي.
زعم الفقهاء أن الاستخدامات الصينية النموذجية لهذا المصطلح - باعتباره حبكة تآمرية - بالغة في «الغموض والتطويق»؛ إذ يتراوح معناه بين المؤامرات التي تنطوي على أفكار التمرد الثوري المضاد (إشارة إلى مظاهرات ساحة تيانانمن) إلى الطائفة الواسعة من التبادل الثقافي والاجتماعي والاقتصادي مع العالم الخارجي.
إن الفائدة الإجمالية لهذا المصطلح، بالنسبة للمحللين الصينيين، هي أنه يلخص مجموعة من التهديدات للأمن السياسي للنظام، والتي واجهها الحزب في عصر ما بعد الحرب الباردة. ترتبط هذه التهديدات في معظمها بالولايات المتحدة، وينظر إليها على أنها جزء من السياسة الخارجية للولايات المتحدة نفسها بعد انهيار الاتحاد السوفييتي.
بيد أن هذا المصطلح كثيرًا ما يُستخدم الآن من قِبَل الباحثين الصينيين لإدانة أي أنشطة أجنبية (بما في ذلك الأنشطة الثقافية والاقتصادية والاجتماعية) التي ينظر إليها على أنها إشكالية بالنسبة للحزب الشيوعي - ليس فقط تلك التي تهدف إلى تقويضها. يُستخدم أيضًا لرفض انتقادات الولايات المتحدة لسجل الحكومة الصينية في مجال حقوق الإنسان على أساس النظرية القائلة بأن الغرب يحاول ببساطة تقويض احترام الشعب الصيني للحزب الشيوعي.

### احتجاج ما بعد تيانانمن
تصاعدت الحساسيات الصينية لفكرة إستراتيجية التطور السلمي من قِبَل القوى الأجنبية بسبب مناخ ما بعد مظاهرات ساحة تيانانمن عام 1989 إلى جانب سلسلة من الانهيارات داخل النظام في أوروبا الشرقية في وقت لاحق من ذلك العام. في البداية، اعتبر الزعماء الشيوعيون الصينيون تغيرات النظام في الدول الأوروبية «علاقة داخلية». غير أنهم أعلنوا في اجتماعاتهم أنها مسألة تخريب أجنبي، والتي تُعرف أيضًا باسم التطور السلمي.
سعى وانغ تشين إلى تسليح القوات الصينية بالدرع الإيديولوجي للحماية من الفكرة الغربية - بينما قال في جولة تفتيش عسكرية في شينجيانج: «اتبع الطريق الاشتراكي بثبات... قد يكون الطريق متعرجًا والكفاح شرسًا... وفي معارضة للتطور السلمي، يتمثل أحد المبادئ الرئيسية في تعزيز أدمغة الحزب بأكمله بالماركسية - اللينينية وفكر ماو تسي تونغ». قال جيانغ تسو مين، زعيم الحزب بعد 4 يونيو، بأن التطور السلمي يُشكل «خطرًا أساسيًا» على الدول الشيوعية.
نُشرت مقالة من ثلاثة أجزاء في صحيفة بيبولز دايلي بعد المظاهرات التي حملت عنوان «التطور السَلمي». ناقشت المقالة بأن انهيار الأنظمة الشيوعية في أوروبا كان نتيجة «للتحرر البرجوازي»، بالإشارة إلى التطور السلمي، إلى جانب أن احتجاجات الديمقراطية في الصين اعتبرت أيضًا محاولة «لإلغاء زعامة الحزب من خلال التعددية السياسية ونفي الملكية العامة في الاقتصاد عن طريق الخصخصة». استطاعت الحملة الصارمة التي قامت بها لجنة البرنامج والتنسيق «سحق إستراتيجية التطور السلمي للإمبرياليين»، وفقًا للباحث جيالين جانغ.

## الاستقبال في الصين
من بين المفكرين والاستراتيجيين المنتسبين للدولة في جمهورية الصين الشعبية، يُشكل مصطلح ونظرية التطور السَلمي تهديدًا ومحاولة لتقويض حكم الحزب الشيوعي. يقول عالم الخط المتشدد هوو شيليانج من الأكاديمية الصينية للعلوم الاجتماعية أنه بعد دالاس، تسارعت سياسة الأمريكيين في محاولة التحول السلمي للصين ببساطة:
قبل 4 يونيو، رأت الصين في الولايات المتحدة دولة صديقة جديرة بالثقة، لكن منذ 4 يونيو، أصبحت الولايات المتحدة المصدر الرئيسي لعدم الاستقرار في الصين. يُشكل التطور السلمي تهديدًا رئيسيًا لاستقرار الصين اليوم. إذ سيكون الكفاح الإيديولوجي أهم عامل في العلاقات الصينية الأمريكية في المستقبل. وسوف تصبح الولايات المتحدة مرة أخرى مصدرًا للتهديد الرئيسي للصين، لكن ليس عسكريًا. بالإضافة إلى أن مشكلة تايوان ماتزال هامة. لكن الكفاح الإيديولوجي - ولا سيما التطور السلمي - سيكون أساسيًا.
تُعد نظرية التطور السلمي جزءًا رئيسيًا من التقييمات الرسمية الصينية لانهيار الاتحاد السوفييتي. في تدعيم أنفسهم ضد مقاربات «القوة الناعمة» الأمريكية ومحاولات تقويض النظام، فقد دافعوا عن سلسلة من الإجراءات المضادة. وفقًا للي جينجي، مدير معهد شرق أوروبا السوفييتي السابق في الأكاديمية الصينية للعلوم الاجتماعية، ثمة ثمانية دروس يتعين على الصين أن تستخلصها من الانهيار السوفييتي ويرجع ذلك جزئيًا إلى تسلل التطور السلمي:
- التركيز على النمو
- المرونة الإيديولوجية
- التعلم من البلدان الرأسمالية
- تعظيم «القوة الشاملة» للدولة بشرط رفع مستويات المعيشة
- توسيع الديمقراطية داخل الحز وحاربة الفساد
- المعاملة العادلة للمثقفين
- فهم تعقيدات وأسباب المشاكل العرقية
- إجراء إصلاحات اقتصادية وإدراج بعض الإصلاحات السياسية